# Harald Welzer

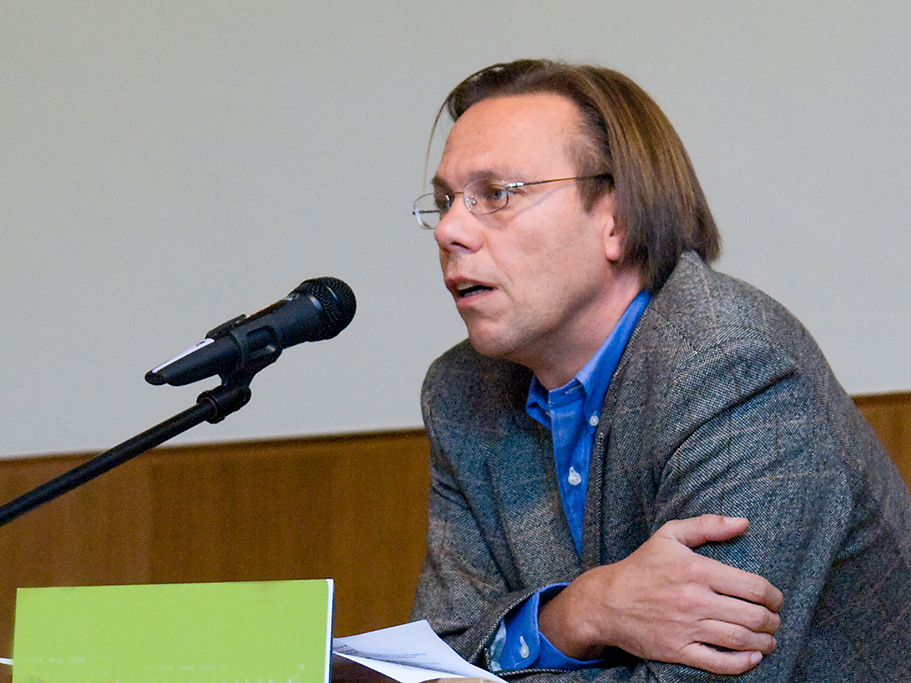
Harald Welzer en Hennef -Renania del Norte-Westfalia-, el 9 de noviembre de 2007

Harald Welzer (* 27 de julio de 1958, Bissendorf, Hannover) es un psicólogo social, sociólogo, teórico social y politólogo alemán.
Welzer es director del Centro Interdisciplinario de Investigación para la Memoria -Center for Interdisciplinary Memory Research-, investigador del Programa de Investigación sobre el Clima, especialista en el comportamiento social en el Holocausto y otras guerras genocidas. Es autor, entre otros, del libro Guerras climáticas.

## Datos biográficos

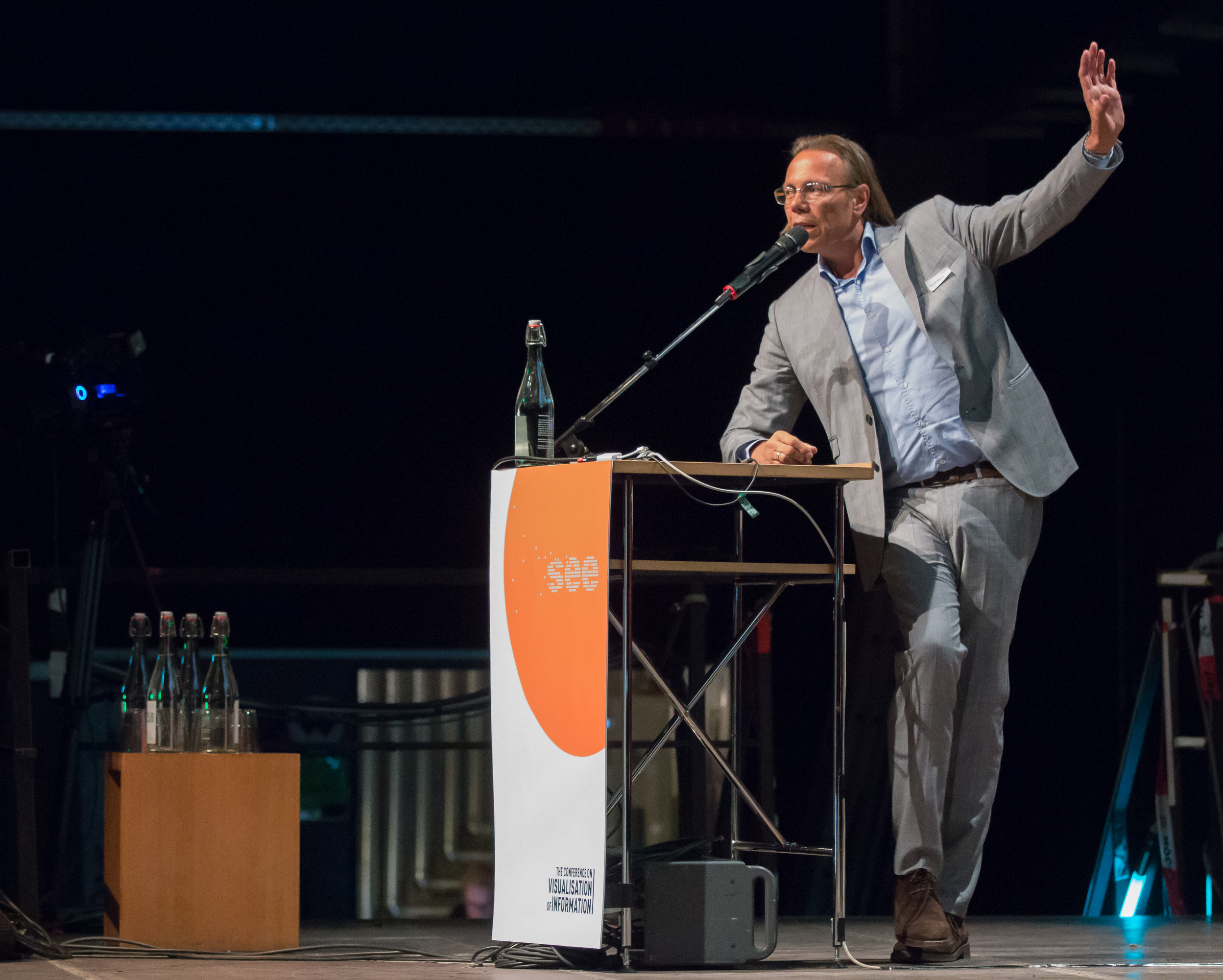
Harald Welzer en la See-Conference 2015 en el Schlachthof de Wiesbaden.

Welzer estudió sociología, ciencia política y la literatura en la Universidad de Hannover, obtuvo su doctorado en sociología en 1988 y su habilitación en 1993 en psicología social y sociología en 2001. De 1988 a 1993 fue asistente de investigación en el Departamento de Historia, Filosofía y Ciencias Sociales de la Universidad de Hannover. Después trabajó allí hasta 1999 como profesor de psicología social. En los años 1994 a 1995 y 1997 a 1998 fue director del Instituto de Psicología de la Universidad de Hannover.
Harald Welzer es director del Centro Interdisciplinario de Investigación para la Memoria (Center for Interdisciplinary Memory Research) de Essen y uno de los administradores principales de los proyectos del Programa de Investigación sobre el Clima del Instituto de Estudios Culturales (Kulturwissenschaftlichen Instituten) de Essen.
Welzer es profesor de psicología social en la Universidad de Witten/Herdecke, miembro asociado de MARIAL' -Emory Center for Myth an Ritual in American Life- de la Universidad de Emory (Atlanta, Estados Unidos) y miembro de numerosas consejos asesores científicos y académicos.

## Líneas de investigación
Su investigación, su docencia y sus publicaciones se centran en la memoria, la memoria histórica, la violencia de las masas o grupos, violencia grupal o gregaria, el Holocausto, los estudios culturales así como la investigación sobre el impacto el cambio climático, el calentamiento global y las guerras climáticas (Klimakriege).

## Análisis de sus libros fundamentales

### Opa war kein Nazi
En su libro Opa war kein Nazi Welzer se ocupa del nazismo desde la perspectiva de psicología social, examinando el comportamiento de las personas en la vida cotidiana y familiar bajo el nazismo y la forma en la que se recuerda ese período. Aunque el pasado del nacionalsocialismo es relativamente cercano, dentro de las familias ni se escuchaba ni se hablaba de responsabilidad o culpa. En todo caso se trivilizaba o se daba por desconocido. El conocimiento sobre el Holocausto era mínimo y abstracto.

### Täter. Wie aus ganz normalen Menschen Massenmörder werden
En su libro de 2005 Täter. Wie aus ganz normalen Menschen Massenmörder werden Welzer profundiza en los resultados de Christopher Browning sobre la motivación de los delincuentes nazis que formaron parte de los grupos de trabajo de la Policía de Seguridad -Schutzstaffel - SS- y como a menudo mostraban biografías completamente normales, así ocurría con figuras como Franz Stangl o Werner Best quienes desarrollaron una racionalidad interna, que se convertía en una autoridad moral, incluso cuando se tiroteaba a niños. Así, el asesinato era visto como un mero trabajo. Welzer extiende sus investigaciones sobre las motivaciones y el desarrollo de una racionalidad que permite justificar cualquier asesinato a la Guerra de Vietnam, al Genocidio de Ruanda y a las Guerras de Yugoslavia desarrolladas entre 1991 y 2001 ante los ojos de Europa.

### Guerras climáticas -Klimakriege
En el libro de 2008 Klimakriege (Guerras climáticas, publicado en español en 2011), Welzer describe el fenómeno del calentamiento global y el consiguiente cambio climático que es todavía subestimado como amenaza a la sociedad humana. Uno de los primeros efectos del cambio climático sobre la sociedad es la aparición de la violencia extrema. En el curso de los acontecimientos derivados del cambio climático la violencia se considera cada vez más como una estrategia de resolución de problemas.
El colapso social y político en muchas partes del mundo daría lugar a una guerra de todos
contra todos, una guerra permanente. Esta situación solo puede evitarse si las poblaciones ricas de los países desarrollados modifican sus hábitos y vuelven a un tipo de consumo -y gasto energético- anterior al consumismo iniciado en las primeras décadas del siglo XX. Andreas Kilb realiza un análisis muy interesante comparando los genocidios con el desarrollo económico especulativo del siglo XX.

## Obra de Harald Welzer
En español
- 2011 - Guerras climáticas. Por qué mataremos (y nos matarán) en el siglo XXI, (trad. Alejandra Obermeier Klimakriege. Wofür im 21. Jahrhundert getötet wird), Katz Editores, ISBN 978-987-1566-50-1, Argentina - ISBN 978-84-92946-27-3 España, 346 pp. Vista previa en Google Books.

En alemán
- 1990 - Zwischen den Stühlen. Eine Längsschnittuntersuchung zum Übergangsprozess von Hochschulabsolventen. Deutscher Studien-Verlag, Weinheim, ISBN 3-89271-196-8
- 1993 - Transitionen. Zur Sozialpsychologie biographischer Wandlungsprozesse. Edition diskord, Tübingen 1993, ISBN 3-89295-572-7
- 1993 - (Hrsg.): Nationalsozialismus und Moderne. Edition diskord, Tübingen, ISBN 3-89295-576-X
- 1995 - (Hrsg.): Das Gedächtnis der Bilder. Ästhetik und Nationalsozialismus. Edition diskord, Tübingen, ISBN 3-89295-590-5
- 1997 - Verweilen beim Grauen. Essays zum wissenschaftlichen Umgang mit dem Holocaust. Edition diskord, Tübingen, ISBN 3-89295-619-7
- 1997 - Con Robert Montau y Christine Plaß: „Was wir für böse Menschen sind!“ Der Nationalsozialismus im Gespräch zwischen den Generationen. Edition diskord, Tübingen, ISBN 3-89295-628-6
- 1999 - (Hrsg.): Auf den Trümmern der Geschichte. Gespräche mit Raul Hilberg, Hans Mommsen und Zygmunt Bauman. Edition diskord, Tübingen, ISBN 3-89295-659-6
- 2001 - (Hrsg.): Das soziale Gedächtnis. Geschichte, Erinnerung, Tradierung. Hamburger Edition, Hamburg, ISBN 3-930908-66-2
- 2002 - Das kommunikative Gedächtnis. Eine Theorie der Erinnerung. Beck, München, ISBN 3-406-49336-X; ebd. 2005, ISBN 3-406-52858-9
- 2002 - Con Sabine Moller y Karoline Tschuggnall: Opa war kein Nazi. Nationalsozialismus und Holocaust im Familiengedächtnis. Unter Mitarbeit von Olaf Jensen und Torsten Koch. Fischer-Taschenbuch-Verlag, Frankfurt, ISBN 3-596-15515-0
- 2005 - Con Hans J. Markowitsch: Das autobiographische Gedächtnis. Hirnorganische Grundlagen und biosoziale Entwicklung. Klett-Cotta, Stuttgart 2005, ISBN 3-608-94406-0
- 2005 - Täter. Wie aus ganz normalen Menschen Massenmörder werden. Unter Mitarbeit von Michaela Christ. S. Fischer, Frankfurt, ISBN 3-10-089431-6[9][10]
- 2006 - Con Hans J. Markowitsch (Hrsg.): Warum Menschen sich erinnern können. Fortschritte in der interdisziplinären Gedächtnisforschung. Klett-Cotta, Stuttgart, ISBN 978-3-608-94422-8
- 2007 - Der Krieg der Erinnerung. Holocaust, Kollaboration und Widerstand im europäischen Gedächtnis, von Harald Welzer (Hg.), S. Fischer, Frankfurt/M., ISBN 3-596-17227-6
- 2008 - Klimakriege. Wofür im 21. Jahrhundert getötet wird, S. Fischer, Frankfurt/M., ISBN 3-10-089433-2 (edición en español en 2011)[11][12][13][14][15]
- 2009 - Con Claus Leggewie: Das Ende der Welt, wie wir sie kannten. Klima, Zukunft und die Chancen der Demokratie. S. Fischer, Frankfurt, ISBN 978-3-10-043311-4
- 2010 - Con Christian Gudehus und Ariane Eichenberg (Hrsg.): Erinnerung und Gedächtnis. Ein interdisziplinäres Handbuch. Stuttgart, Metzler.